# Komura Jutaro

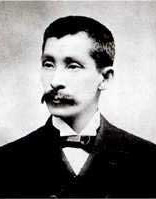
Komura Jutaro

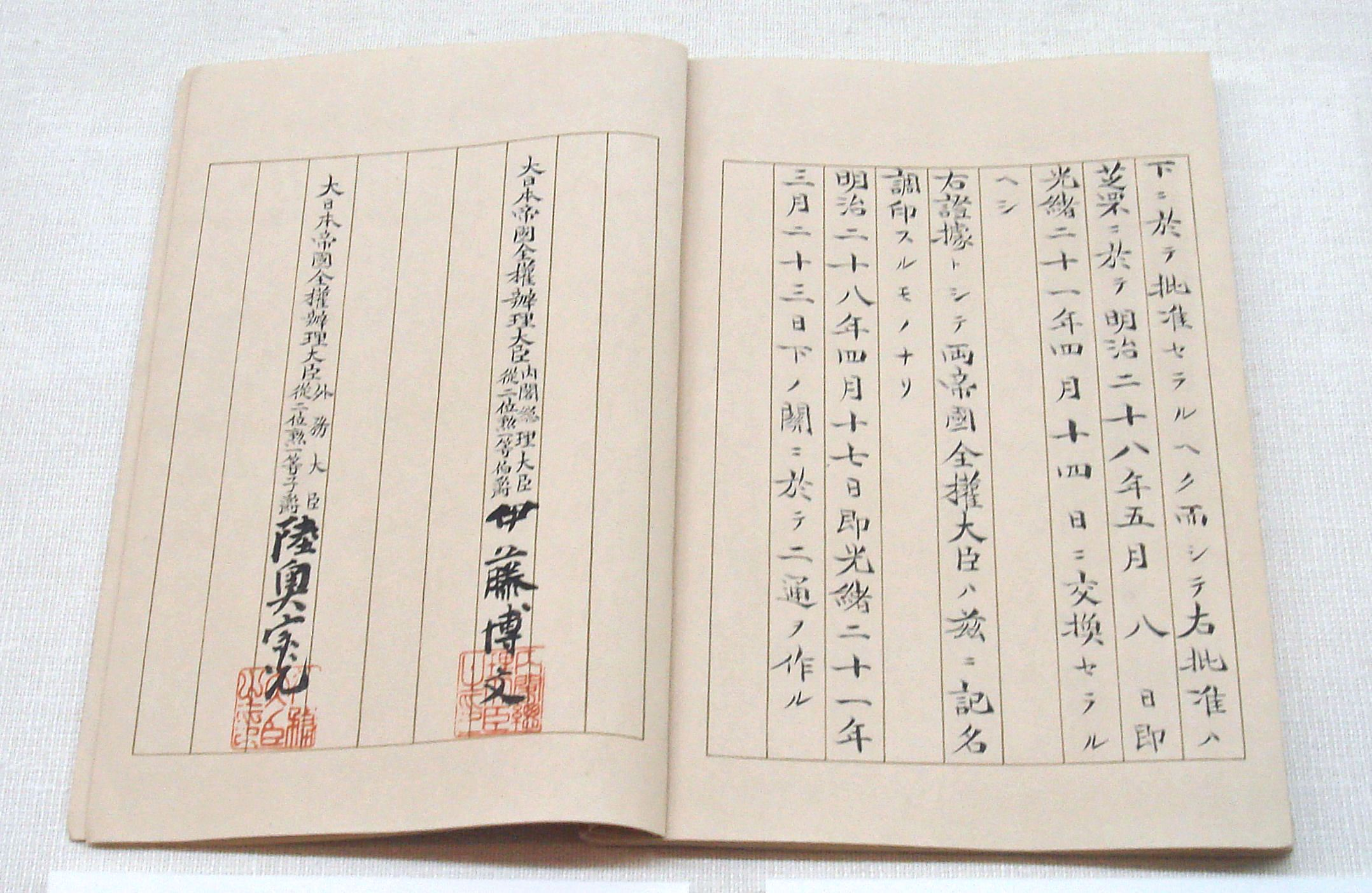
Het Verdrag van Shimonoseki.

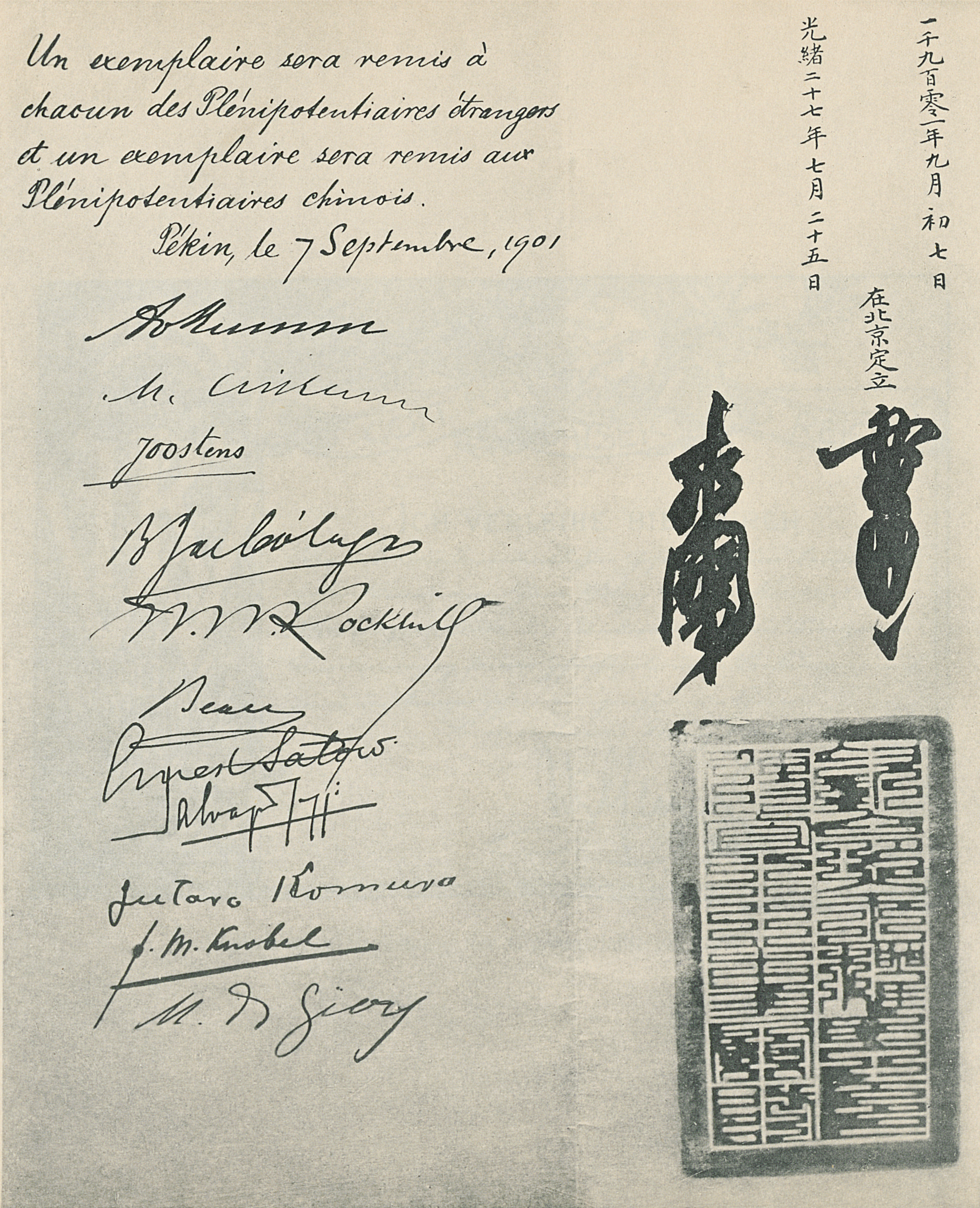
Het bokserprotocol

Het Verdrag van Portsmouth in 1905 van links naar rechts de Russen Korostovetz, Nabokov, Sergei Witte, Roman Rosen en Plançon tegenover de Japanners Adachi Mineichiro, Ochiai Kentaro, Komura, Takahira Kogoro en Aimaro Sato.

Markies Komura Jutaro (Japans: 小村 壽太郎) (Nichinan, Miyazaki, 16 september 1855 – Hayama, Kanagawa, 25 november 1911) was een Japans staatsman en diplomaat in de Meijiperiode.

## Samoerai naar Harvard
Komura werd geboren in een familie van lagere samoerai in dienst van de Obi clan in de provincie  Hyuga van Kyushu, nu Nichinan in de prefectuur Miyazaki. Hij studeerde aan de Daigaku Nanko, nu de Universiteit van Tokio. In 1875 stuurde het Ministerie van Onderwijs hem en Kaneko Kentaro met een studiebeurs naar Harvard Law School, waar hij in 1878 afstudeerde.

## Eerste ambten
In 1880 ging Komura bij het Ministerie van Justitie werken. Hij fungeerde als rechter bij het Japans Hooggerechtshof. In 1884 ging hij over naar het vertaalbureau van het Ministerie van Buitenlandse Zaken.

## Beijing en de eerste Chinees-Japanse Oorlog
In 1893 werd Komura zaakgelastigde van Japan te Peking tijdens de Qing-dynastie in China. In die functie bracht hij aan de Chinese regering de Japanse intentie over om troepen naar Korea te sturen volgens het Verdrag van Tientsin om de Donghak boerenopstand neer te slaan. Dit leidde tot de Eerste Chinees-Japanse Oorlog. In die oorlog werd Komura burgerlijk bestuurder over de gebieden die Japan in Mantsjoerije had bezet. Hij onderhandelde mee het Verdrag van Shimonoseki.

## Korea
Na de moord op Keizerin Myeongseong van Korea verving Komura er Miura Goro als Japans minister van Korea. In die functie onderhandelde hij in mei 1896 het  Komura-Weber Memorandum met zijn Russische ambtsgenoot Karl Ivanovitsj Weber, waarbij Rusland en Japan samen Korea bestuurden.

## Ambassadeur en minister
In september 1898 werd Komura ambassadeur te Washington D.C..
In september 1901 werd Komura minister van Buitenlandse Zaken van Japan in de eerste regering van  Katsura Tarō. Komura ondertekende namens Japan het Bokserprotocol. Hij werd in 1902 verheven tot danshaku (baron) en ontving de Orde van de Rijzende Zon.

## Russisch-Japanse oorlog
In 1902 hielp Komura de Anglo-Japanse Alliantie te smeden. De spanningen tussen Japan en Rusland liepen op over Korea en Mantsjoerije, wat leidde tot de Russisch-Japanse Oorlog van 1904-1905. Komura ondertekende namens Japan het Verdrag van Portsmouth dat de oorlog beëindigde.
Komura ontmoette in Amerika de Amerikaanse spoormagnaat E.H. Harriman en stelde een gemeenschappelijke ontwikkeling voor van de South Manchuria Railway, maar de genro verwierp dit.
Komura sloot te Beijing het Verdrag van Beijing af in december 1905, waarbij Japan de vroegere Russische rechten in zuid Mantsjoerije overnam.
Komura kreeg in 1906 de Paulownia-Zonneorde en werd lid van de Privy Council.
Van juni 1906 tot augustus 1908 diende Komura als ambassadeur in Groot-Brittannië. Eduard VII van het Verenigd Koninkrijk verleende hem Orde van het Bad en benoemde hem tot Lid in de Koninklijke Orde van Victoria.
Terug te Tokyo werd hij opnieuw minister van buitenlandse zaken onder de tweede regering van  Katsura. Hij sloot het Root-Takahira Verdrag af met de Verenigde Staten. Hij werd verheven tot "hakushaku" (graaf) in 1907.
Komura onderhandelde in 1910 het Japan-Korea Annexation Treaty. Hij werd "shishaku" (markies) op 21 april 1911.

## Tuberculose
Komura liep tuberculose op en verhuisde daarom naar een kuuroord aan zee te Hayama in de prefectuur Kanagawa, waar hij overleed aan de ziekte.
- Bibsys: 1634281490801
- Catàleg d'autoritats de noms i títols de Catalunya: 981059735468606706
- Gemeinsame Normdatei: 1223131394
- International Standard Name Identifier: 0000 0000 2559 239X
- Library of Congress Control Number: n85032461
- Bibliotheek van het Japanse parlement: 00624016
- Nationale Bibliotheek van Israël: 987007282980305171
- SNAC: w6jc0v1c
- Système universitaire de documentation: 121105881
- Virtual International Authority File: 70350736
- WorldCat: E39PBJqkby3wvM4DJMybcd3JDq